# Terry M. West
Terry M. West (Lake Worth, 29 de setembre de 1965) és un escriptor, cineasta, actor i fotògraf estatunidenc, particularment interessat per la ficció de terror. El 1989 va emigrar a la Costa Est.
West ha dirigit treballs cinematogràfics, com ara Misty Mundae: School for Lust (2002), Flesh for the Beast (2003) o Blood for the Muse (2001) i ha participat com a actor en altres com Gallery of Fear (2012). Els seus còmics i novel·les han rebut molts elogis, com, per exemple, l'obra Zombie Saturday Night. Confessions of a Teenage Vampire (1997). West també és un productor molt respectat en la indústria cinematogràfica de micro-pressupostos.
West va ser finalista de 2 International Horror Guild Awards i del Bram Stoker Award i va aparèixer a la llista TV Guide Sci-Fi Hot List. El 2003 va rebre el premi a la millor pel·lícula i millors efectes especials, en el New York City Horror Film Festival.